# Embrik Strand
Embrik Strand (2 de junio de 1876, Ål, Noruega-1947, Riga, Letonia) fue un naturalista, aracnólogo y entomólogo noruego.
Clasificó diversos insectos y arañas, incluida Chromatopelma cyaneopubescens, tarántula que se distribuye en el norte de Venezuela, en la península de Paraguaná.
Estudió en la Universidad de Kristiania, hoy Universidad de Oslo. En la década de 1900 fue contratado para recolectar especímenes de insectos de Noruega. Su material está en el museo de la Universidad, donde trabajó como curador desde 1901 a 1903.
Posteriormente trabajó en diferentes museos y universidades de Alemania, en 1923, se fue a trabajar como profesor de zoología a la Universidad de Riga.
Strand fue un autor de muchas publicaciones sobre insectos y arañas, describiendo más de cien nuevas especies. Editó entre 1910 y 1929, el Journal Archiv für Naturgeschichte y fue uno de los fundadores, en 1928, de Folia zoologica & hydrobiologica. Pierre Bonnet (naturalista) indica, en sus Bibliographia araneorum (pp. 150–153), que el récord de nuevas taxa fue dedicado a Strand.
Fue un autor muy prolífico y en 1918, después de 20 años de actividad, había publicado 1200 títulos.
La colección de Strand de insectos y arañas de Noruega se encuentra en el "Museo Zoológico de la Universidad de Oslo". Sus tipos están en el "Instituto Germano de Entomología" y en el "Museum für Naturkunde".
Partamona orizabaensis fue descrita por Embrik Strand en 1919.

## Obra
1. 1909. Beitrag zur Bienenfauna von Paraguay (Hym.). Deutsche Ent. Zeitschr. pp. 227, 235
2. 1910. Beitrage zur Kenntnis der Hymenopterenfauna von Paraguay.... VII. Apidae. Zool. Jahrb., Abt. Syst., vol. 29, pp. 554–559
3. 1911. Zur Kenntnis papuanischer und australischer Hymenopteren, insbesondere Schlupfwespen. Internatl. Ent. Zeitschr., vol. 5, p. 87
4. 1911. Faunistische und systematische Notizen fiber afrikanische Bienen. Wiener Ent. Zeitg., vol. 30, pp. 158–159
5. 1911. Neue afrikanische Arten der Bienengattungen Anthophora:... und Trigona. Ent. Rundschau, vol. 28, p. 124
6. 1912. Biologische Notiz uiber papuanische Trigonen. Internatl. Ent. Zeitschr., vol. 6, p. 11
7. 1912. Zoologische Ergebnisse der Expedition des Herrn. G. Tessmann nach Suid- Kamerun und Spanisch-Guinea. Bienen. Mitt. Zool. Mus. Berlín, vol. 6, pp. 311–312
8. 1912. Apidae. In Friedrichs, Adolf, Wissenschaftliche Ergebnisse der Deutschen Zentral-Afrika-Expedition 1907-1908 unter Fiihrung von Adolf Friedrichs, Herzog zu Mecklenburg. Herausgegeben von Hermann Schubotz. Leipzig, vol. 3, Zoology 1, pp. 163–165
9. 1912. Zoologische Ergebnisse der Expedition des Herrn G. Tessmann nach S³d-Kamerun und Spanisch-Guinea. Lepidoptera. I. Archiv für Naturgeschichte, A.6: 139-197
10. 1912. Zoologische Ergebnisse der Expedition des Herrn G. Tessmann nach S³d-Kamerun und Spanisch-Guinea. Lepidoptera. II. Archiv für Naturgeschichte, A.7: 112-148
11. 1913. Zoologische Ergebnisse der Expedition des Herrn G. Tessmann nach S³d-Kamerun und Spanisch-Guinea. Trigonalidae. Mitteilungen aus dem Zoologischen Museum in Berlin, 6(3): 125-132.
12. 1913. Zoologische Ergebnisse der Expedition des Herrn G. Tessmann nach S³d-Kamerun und Spanisch-Guinea. Lepidoptera. VI. Archiv für Naturgeschichte, A.7: 138-151.
13. 1913. Zoologische Ergebnisse der Expedition des Herrn G. Tessmann nach S³d-Kamerun und Spanisch-Guinea. Lepidoptera. V. Archiv für Naturgeschichte, A.2: 10-26
14. 1913. Zoologische Ergebnisse der Expedition des Herrn G. Tessmann nach S³d-Kamerun und Spanisch-Guinea. VII. Archiv f³r Naturgeschichte, A.12: 97-144
15. 1914. Zoologische ergebnisse der expetion des Herrn G. Tessmann nach S³d-Kamerun und Spanisch-Guinea. Lepidoptera. IX. Archiv für Naturgeschichte, 80(2): 44-93
16. 1915. Einige exotische, insbesondere afrikanische Heterocera. Archiv für Naturgeschichte, 81(2): 129-134
17. 1915. Ueber einige afrikanische Bienen des Deutschen Entomologischen Museums. Arch. Naturgesch., div. A, vol. 80 (1914), N.º 9, p. 67
18. 1916. Beitrige zur Systematik und insbesondere zur Verbreitung der Apidae. Ibid., div. A, vol. 81 (1915), N.º 11, p. 139
19. 1919. Ueber elnige Apidae des Deutschen Entomologischen Museums. Ibid., div. A, vol. 83 (1917), N.º 11, pp. 69–71

- La abreviatura «E.Strand» se emplea para indicar a Embrik Strand como autoridad en la descripción y clasificación científica de los vegetales.[1]

## Abreviatura (zoología)
La abreviatura Strand  se emplea para indicar a Embrik Strand como autoridad en la descripción y taxonomía en zoología.